# Conurbación de Cuenca
El Área metropolitana de Cuenca es una región ecuatoriana no oficialmente constituida; por lo anterior, la extensión exacta de esta área varía de acuerdo a la interpretación. Es una área metropolitana formada por Cuenca y varias parroquias y ciudades aglomeradas, que se extienden entre los cantones de Cuenca, Gualaceo, Chordeleg, Paute, Girón, Sígsig, Azogues, Biblián y Déleg en el sur del Ecuador. 
Se caracteriza por albergar poblaciones de 2 provincias: Azuay y Cañar. Cuenca es el foco de actividades laborales, comerciales, de estudios y en general el centro neurálgico de esta región, por lo cual aunque ni administrativamente, ni políticamente está definida esta área, en cambio si lo está por su funcionalidad y operación.
El Área metropolitana de Cuenca y la Conurbación Manabí Centro son de tamaño similar, con 0.7 millón de habitantes ambas.
El perímetro que encierran las parroquias urbanas de Cuenca, alberga a 329.928 habitantes, sumando los sectores suburbanos de la ciudad, se alcanzan los 331.888 habitantes. El Cantón Cuenca aporta con casi todas sus parroquias rurales, excepto Molleturo y Chaucha, que por su lejanía con la ciudad, no forman parte del área. Forman parte de ella, ciertas parroquias de los cantones de Gualaceo, Chordeleg, Paute, Girón y Sígsig en la Provincia de Azuay; mientras que en la Provincia de Cañar, existen localidades de Azogues, Biblián y Déleg que también están incluidas, por su corta distancia con Cuenca. El área es el centro económico del centrosur del país y uno de los principales a nivel nacional. Alberga grandes organismos culturales, financieros, administrativos y comerciales.
En la siguiente tabla se encuentran todas las ciudades y cabeceras parroquiales que se encuentran influenciadas por Cuenca, pues su actividad económica, social y comercial está fuertemente ligada a Cuenca; y se encuentran a menos de 50 kilómetros de distancia de la urbe:
| Cantón                                                    | Parroquia                | Población (2022) |
| --------------------------------------------------------- | ------------------------ | ---------------- |
| Cuenca                                                    | Cuenca                   | 361.524          |
| Cuenca                                                    | Baños                    | 21.797           |
| Cuenca                                                    | Checa                    | 3.204            |
| Cuenca                                                    | Chiquintad               | 5.738            |
| Cuenca                                                    | Cumbe                    | 6.455            |
| Cuenca                                                    | Llacao                   | 7.468            |
| Cuenca                                                    | Nulti                    | 6.707            |
| Cuenca                                                    | Octavio Cordero Palacios | 2.516            |
| Cuenca                                                    | Paccha                   | 8.497            |
| Cuenca                                                    | Quingeo                  | 7.318            |
| Cuenca                                                    | Ricaurte                 | 26.919           |
| Cuenca                                                    | San Joaquín              | 10.728           |
| Cuenca                                                    | Santa Ana                | 7.027            |
| Cuenca                                                    | Sayausí                  | 10.352           |
| Cuenca                                                    | Sidcay                   | 5.039            |
| Cuenca                                                    | Sinincay                 | 26.725           |
| Cuenca                                                    | Tarqui                   | 14.144           |
| Cuenca                                                    | Turi                     | 13.901           |
| Cuenca                                                    | El Valle                 | 34.785           |
| Gualaceo                                                  | Gualaceo                 | 22.019           |
| Gualaceo                                                  | Daniel Córdova Toral     | 1.552            |
| Gualaceo                                                  | Jadán                    | 4.581            |
| Gualaceo                                                  | Luis Cordero Vega        | 2.670            |
| Gualaceo                                                  | Mariano Moreno           | 2.513            |
| Gualaceo                                                  | Remigio Crespo Toral     | 1.380            |
| Gualaceo                                                  | San Juan                 | 4.696            |
| Gualaceo                                                  | Simón Bolívar            | 732              |
| Gualaceo                                                  | Zhidmad                  | 3.045            |
| Chordeleg                                                 | Chordeleg                | 6.907            |
| Chordeleg                                                 | La Unión                 | 1.875            |
| Paute                                                     | Paute                    | 11.497           |
| Paute                                                     | Chicán                   | 3.394            |
| Paute                                                     | El Cabo                  | 3.366            |
| Paute                                                     | San Cristóbal            | 2.819            |
| Girón                                                     | Girón                    | 8.441            |
| Sígsig                                                    | San Bartolomé            | 3.368            |
| Sígsig                                                    | San José de Raranga      | 2.065            |
| [[Archivo:\|20x20px\|border\|Bandera de Azogues]] Azogues | Azogues                  | 41.249           |
| [[Archivo:\|20x20px\|border\|Bandera de Azogues]] Azogues | Cojitambo                | 3.612            |
| [[Archivo:\|20x20px\|border\|Bandera de Azogues]] Azogues | Guapán                   | 8.921            |
| [[Archivo:\|20x20px\|border\|Bandera de Azogues]] Azogues | Javier Loyola            | 8.591            |
| [[Archivo:\|20x20px\|border\|Bandera de Azogues]] Azogues | Luis Cordero Vega        | 3.931            |
| [[Archivo:\|20x20px\|border\|Bandera de Azogues]] Azogues | San Miguel               | 3.615            |
| Biblián                                                   | Biblián                  | 12.379           |
| Biblián                                                   | Nazón                    | 2.232            |
| Biblián                                                   | San Francisco de Sageo   | 1.471            |
| Biblián                                                   | Turupamba                | 1.078            |
| Biblián                                                   | Jerusalén                | 1.692            |
| Déleg                                                     | Déleg                    | 4.273            |
| Déleg                                                     | Solano                   | 1.773            |
| Conurbación de Cuenca                                     |                          | 762.581          |